# Мюмин Аксой
Мустафа́ Мюми́н Аксо́й-паша́ (тур. Mustafa Mümin Aksoy Paşa), также известен под прозвищем Неверный Мюмин (тур. Gavûr Mümin; 1892, Измир — 24 января 1948, там же) — турецкий военный, шпион. Участвовал в Балканских войнах и Первой мировой войне, а также битве при Чанаккале и Турецкой освободительной войне на восточном фронте.

## Биография
Мюмин Аксой родился в 1892 году в Измире в семье Османзаде Ибрагим-бея, племянника мэра Измира Хаджи Хасан-бея. В 1911 году в звании лейтенанта окончил школу офицеров Бейлербеи. После участия в Балканских войнах и Первой мировой войне, он начал свою службу в Измире в 1917 году.
15 мая 1919 года греки оккупировали Измир. Полковник Сулейман Фети-бей, который сопротивлялся грекам, был убит. Среди солдат обороняющих Измир был и Мюмин. Он был взят в плен, но вскоре сбежал. Мустафа Кемаль хотел узнавать информацию из Измира самым первым. Мюмин, не без помощи паши, был внедрён в греческий штаб в Смирне. Это был первый раз в современной турецкой истории, когда глава Великого национального совета Турции лично давал задание представителю турецкой разведывательной группы.
Являлся важной личностью для турецкой разведывательной группы. Благодаря губернатору Измира, являющимся также его дядей, он остался в этом городе. В 1919 году 19 мая началась Война за Независимость Турции и был оккупирован Измир. Благодаря хорошему владению греческим языком, он добился расположения оккупантов и втерся в доверие их капитана Зафирио. Делая вид, что он заодно с оккупантами, Мюмин стал секретным шпионом, передающим туркам огромное количество закрытой информации. Будучи офицером шпионажа, Аксой проник в греческие войска и раскрыл много секретов греков, но после дешифровки его арестовали и отправили в ссылку.
В дни после Великого Наступления, которое началось 26 августа 1922 года, окрестности Ушака были взяты турецкими войсками, был пленен Генерал Трикопис, который был вновь назначен на должность Командующего наступлением греческой армии в Анатолию. После захвата Измира 9 сентября 1922 года греки хотели обменять полковника Кафера Тайяра, которого они захватили в Афинах 23 июля 1920 года, на Генерала Трикописа. Решение было передано Мустафе Кемаль-паше. Кемаль-паша выразил согласие на обмен, но вместо полковника Кафера Тайяра, попросил Мюмина. Никто не понимал, зачем Ататюрку предатель Родины. По существу, никто, кроме Мустафы Кемаль-паши, не знал, какова была настоящая личность героя.

Полковнику дали прозвище «Неверный». Постоянно подвергавшийся оскорблениям со стороны турок полковник писал: 
«Были и те, что плевали мне в лицо. Это было намного больнее, чем те пули, что попадали в меня. Но условия не позволяли мне рассказать правду. Я боюсь не смерти, а того, что умру, оставшись в истории, как предатель Родины».
После освободительных действий по приказу Мустафы Кемаля он был обменян на греческого генерала Трикописа.

Мюмин Аксой умер 25 января 1948-го года в Измире и похоронен на Измирском кладбище в Балцове. Ему принадлежат следующие слова: 
«История большое место, с большой толпой. И если каждый будет пытаться туда войти, то мы, как и здесь, пойдем друг на друга. Я лишь выполнил те обязанности, которые мне выпали».

## В кинематографе
В турецком телесериале «Моя Родина — это ты» прототипом главного героя полковника Джевдета послужил именно Мюмин Аксой.